# باو فيكتور
باو فيكتور ديلغادو ( مواليد 26 نوفمبر 2001) لاعب كُرة قدم إسباني محترف يلعب مع نادي سبورتينغ براغا في الدوري البرتغالي الممتاز. يلعب بشكل أساسي كمهاجم، ويمكنه أيضًا اللعب كجناح أيمن.

## مسيرته المهنيه
ولد في سانت كوجات ديل فاليس، برشلونة، كاتالونيا، انضم فيكتور إلى فريق الشباب في جيرونا في عام 2018، قادمًا من نادي ساباديل. في 20 يوليو 2020، قبل ظهوره مع فريق الرديف، ظهر لأول مرة في مسيرته المهنية حيث دخل كبديل في الشوط الثاني بدلًا من خايرو ايزكييردو حيث خسر الفريق خارج أرضه بنتيجة0–2 في الدوري الإسباني الدرجة الثانية أمام ألكوركون. في 29 أغسطس 2022، تم إعارة فيكتور وزميله أليكس سالا إلى نادي ساباديل في الدوري الإسباني الدرجة الثالثة لمدة عام واحد. في 17 أغسطس 2023، بعد تسجيله سبعة أهداف وصناعته لستة أهداف لمساعدة الفريق على البقاء في الدرجة الثالثة، جدد عقده حتى عام 2025 وتم إعارته في نفس الدوري إلى نادي برشلونة أتلتيك. في 24 يوليو 2024، انضم إلى برشلونة بشكل دائم، ووقع عقدًا حتى عام 2029.

## حياته الشخصية
باو فيكتور هو الأخ الأكبر للظهير الأيمن في برشلونة جوفينيل ب، غيليم فيكتور.